# Абусеитов, Кайрат Хуатович
Кайрат Хуатович Абусеитов (20.10.1955, Алма-Ата) — казахстанский государственный деятель, дипломат, кандидат исторических наук, доцент.

## Биография
Родился в 20 октября 1955 года в городе Алма-Ате.
Окончил исторический факультет Казахского Государственного Университета им. С. М. Кирова.
После окончания университета работал по специальности преподавателем в Семипалатинском педагогическом институте.
Окончил аспирантуру МГУ им. М. В. Ломоносова.
С 1985 по 1989 год — по окончании аспирантуры работал ассистентом, старшим преподавателем, заместителем декана КазГУ.
С 1989 по 1992 год — доцент кафедры мировой политики и международных отношений Алматинской высшей партийной школы, затем Алматинского института политологии и управления.
C 1992 по 1993 год — руководитель программы по внешней политике и национальной безопасности Центра стратегических исследований Казахского института менеджмента, экономики и прогнозирования при Президенте Республики Казахстан.
В 1993—1996 годах работал на ответственных дипломатических должностях в Центральном аппарате Министерства иностранных дел Казахстана.
С 1996 по 1998 год — советник Посольства Республики Казахстан в США.
С 1998 по 1999 год — заместитель Директора Первого Департамента, Директор первого Департамента, Директор Департамента многостороннего сотрудничества Министерства иностранных дел Казахстана.
С 1999 по 2002 год — заместитель министра иностранных дел Республики Казахстан.
С 2 октября 2002 по 2004 год — первый заместитель министра иностранных дел Республики Казахстан.
С 4 октября 2004 по 17 января 2008 года — Чрезвычайный и полномочный посол Казахстана в Швейцарской Конфедерации, постоянный Представитель Казахстана при Отделении ООН и других международных организациях в городе Женеве по совместительству.
С 17 января 2008 года — Чрезвычайный и полномочный посол Казахстана в Соединённом Королевстве Великобритании и Северной Ирландии, а с 5 августа 2008 года — Полномочный Посол Республики Казахстан в Республике Ирландия, Республике Исландия, Королевстве Швеция по совместительству.
12 сентября 2013 года — Указом Главы государства освобождён от должности Чрезвычайного и Полномочного Посла Республики Казахстан в Королевстве Швеция по совместительству.
17 сентября 2014 года — назначен Чрезвычайным и Полномочным Послом Республики Казахстан в Королевстве Норвегия, он освобождён от должности Чрезвычайного и Полномочного Посла Республики Казахстан в Соединённом Королевстве Великобритании и Северной Ирландии, Чрезвычайного и Полномочного Посла Республики Казахстан в Республике Ирландия, Республике Исландия по совместительству.
22 октября 2018 года — был освобождён от должности посла Казахстана в Норвегии в связи с достижением пенсионного возраста.

## Награды
- Орден Курмет (2002)[7]
- Орден Достык 2 степени (14 декабря 2018)[8]